# Publio Postumio Tuberto
Publio Postumio Tuberto (in latino Publius Postumius Tubertus;; fl. VI secolo a.C.) è stato un politico romano. 
Due volte console, fu il primo membro della gens Postumia ad ottenere il consolato.

## Biografia
Nel 505 a.C. venne eletto console assieme a Marco Valerio Voluso Massimo.
In quell'anno, i Sabini fecero delle incursioni nel territorio romano, e, per questa ragione, il collega di Postumio partì alla testa dell'esercito e si schierò di fronte al nemico sulle sponde dell'Anio.  Dopo qualche tempo in cui i due eserciti si fronteggiarono senza prendere l'iniziativa, si venne a battaglia sulle sponde del fiume.  Valerio respinse i Sabini schierati di fronte a lui, mentre l'altra ala del suo esercito iniziò a ripiegare sotto l'assalto nemico.
A quel punto Postumio inviò Spurio Larcio con la cavalleria per ristabilire l'equilibrio. Infine con il sopraggiungere della fanteria i Sabini furono costretti a fuggire in rotta; solo il sopraggiungere della notte li salvò dall'annientamento. I due consoli ottennero per questo l'onore del trionfo.
Venne eletto console una seconda volta nel 503 a.C. assieme a Agrippa Menenio Lanato, quando prima si trovò a fronteggia gli attacchi dei Sabini, su cui i romani ebbero la meglio durante gli scontri campali nei pressi di Eretum, e poi la defezione delle città di Pometia e Cori, passate nelle file degli Aurunci. Dopo aver sconfitto un ingente esercito aurunco, i due consoli mossero battaglia a Pometia; la battaglia, combattuta ferocemente da ambo le parti, fu vinta dai Romani, che decretarono il trionfo per i due consoli. Secondo la versione di Dionigi, solo Menenio ottenne il trionfo, mentre a Postumio fu concesso solo l'ovazione, per il comportamento imprudente che tenne durante i primi scontri con i Sabini.
(Tito Livio, Ab Urbe condita libri, Libro II, 16.)